# Gryfia (samochód)
Gryfia − prototyp trójkołowego samochodu wykonany w 1959 roku w Zakładach Przemysłu Motoryzacyjnego w Łodzi.
W samochodzie mieściły się trzy osoby. Pojazd był napędzany silnikiem motocykla Junak o pojemności skokowej 350 cm³ i mocy maksymalnej 15 KM przy 5500 obr./min. Ponieważ pojazd był dość lekki, mógł osiągnąć prędkość maksymalną rzędu 70-80 km/h.
Miejsca dla pasażerów i kierowcy były usytuowane w jednym rzędzie.
Pojazd nie został wprowadzony do produkcji seryjnej z powodu źle umieszczonego środka ciężkości, przez co miał tendencję do przewracania się na zakrętach. Z tego samego powodu powstał tylko jeden prototyp.